# Yazid III
Yazid ibn al-Walid ibn 'Abd al-Malik of Yazid III (701 - 25 september 744) (Arabisch: يزيد بن الوليد بن عبد الملك) was een Omajjaden kalief. Hij regeerde gedurende zes maanden. Hij zette zijn neef Walid II opzij, het begin van de Derde Fitna .
Het Boek van Allah stond bij hem hoog in het vaandel en liet niet toe dat de zwakken ten prooi vielen aan de sterken.
Yazid stief aan een hersentumor en benoemde zijn broer Ibrahim als zijn opvolger.